# Philip Dunne (homme politique)
Pour les articles homonymes, voir Dunne.
Philip Martin Dunne (né le 14 août 1958) est un homme politique du Parti conservateur britannique. Depuis 2005, il est député pour la circonscription de Ludlow dans le Shropshire. 
Il est agriculteur depuis 1987, dans la ferme de sa famille juste au-dessus de la limite du comté de Herefordshire, à Leintwardine près de Ludlow, et est élu en 2001 comme conseiller du South Shropshire District Council, dont il est le leader conservateur en 2003– 2005. Il est également secrétaire de la Ludlow Conservative Association pendant un an en 2001. 

## Jeunesse
Philip Dunne est né à Ludlow, Shropshire, et a une ascendance de politiciens. Il est le fils de Sir Thomas Dunne KG, l'ancien Lord Lieutenant du Herefordshire et du Worcestershire, qui est le fils de Philip Russell Rendel Dunne (qui a brièvement siégé aux Communes), qui est le fils d'Edward Marten Dunne (qui siégeait également aux Communes). Philip Dunne fait ses études à l'Abberley Hall School, puis au Collège d'Eton et au Keble College d'Oxford, où il obtient un diplôme en philosophie, politique et économie. À Oxford, il fait partie du Bullingdon Club . 

## Carrière politique
Il est élu à la Chambre des communes à l'élection générale de 2005 pour Ludlow battant le parlementaire libéral démocrate sortant, Matthew Green. Il prononce son premier discours le 8 juin 2005. Au cours de son premier mandat au Parlement (2005-2010), il est membre du comité spécial sur le travail et les pensions et, en 2006, il est nommé au comité des comptes publics. 
Philip Dunne conserve le siège de la circonscription de Ludlow aux élections générales de 2010, avec une majorité de 52,8% des voix. Aux élections générales de 2015, Dunne augmente sa majorité.   
À l'élection à la direction des conservateurs de 2005, il soutient David Cameron, dont il est président de la campagne de Cameron dans le Shropshire. 
À la suite de la formation du gouvernement de coalition libéral-démocrate-conservateur peu de temps après les élections générales, Philip Dunne est nommé whip adjoint non rémunéré du gouvernement à la Chambre des communes . En septembre 2012, il est nommé ministre de l'équipement, du soutien et de la technologie de la défense, chargé des achats et des exportations de défense . À ce titre, il est le ministre responsable et l'un des soutiens du projet de loi qui est devenu la Defence Reform Act de 2014 . En juillet 2016, il est nommé ministre d'État à la Santé . Lors du remaniement de janvier 2018 du Premier ministre Theresa May, il est démis de ses fonctions ministérielles. 
Il est nommé au Conseil privé du Royaume-Uni dans la liste des honneurs du Nouvel An 2019, lui donnant le titre honorifique de «Le très honorable». 
Lors de l'élection à la direction de 2019, Dunne dirige la campagne de Jeremy Hunt .   

## Vie privée
Il est marié à Domenica et ils ont deux fils et deux filles. En plus de l'agriculture, Dunne a travaillé dans le secteur bancaire. Il a également aidé à démarrer la librairie d'Ottakar. En 2009, la richesse de Dunne était estimée à 5 millions de livres sterling. 